# 左樞
左樞（天龍座ι）也称紫微左垣一，又名BD+59 1654，HD 137759、SAO 29520、HR 5744，是在天龍座內的一顆恒星，视星等为3.29，位于銀經93.97，銀緯48.63，其B1900.0坐标为赤經15h 22m 42.2s，赤緯+59° 48.63′ 59″。

## 性質
左樞比太陽的質量和規模都要大。其質量是太陽的1.8倍，而半徑則是太陽的18倍。其光譜分類為K2 III，其中的亮度等級「III」代表這顆星是一顆已經耗盡其內核中的氫，並離開了主序星成為巨星。隨著其規模增大，其亮度已超過太陽的55倍，且有效溫度達到為4,545 K，因此被歸類為K型巨星，即橙巨星。這顆星的自轉速度較慢，自轉一周需時434天，比太陽的自轉速度（25.05天）慢17倍。左樞的年齡約為11.5億年。
天文學家們在過去都以為左樞是一顆變星。但是，他們後來卻發現其亮度一直維持在0.004不變。因此，截至2010年，其變星的身份仍然存疑。這顆星亦過量釋放波長70微米的紅外輻射，顯示它可能有岩屑盤。

## 行星系統

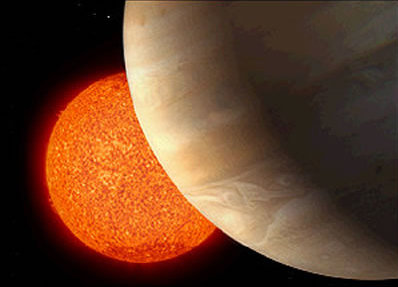
左樞和天龍座ιb

左樞的行星天龍座ιb是於2002年被發現的，是人類發現的首個圍繞著巨星公轉的行星。這個行星系的適居帶位於6.8–13.5 AU之間，而左樞B就正好位於適居帶內。天文學家是透過凌日法發現這個星球的。
| 成員 (依恆星距離) | 质量             | 半長軸 (AU)  | 轨道周期 (天)      | 離心率            | 傾角 | 半径 |
| ----------------- | ---------------- | ------------ | ------------------ | ----------------- | ---- | ---- |
| b                 | ≥12.6 ± 1.1 MJ   | 1.27         | 510.72 ± 0.07      | 0.713 ± 0.008     | —    | —    |
| c                 | ≥15.6+14 −5.1 MJ | 19.4+10 −7.7 | 25000+22000 −13000 | 0.455+0.12 −0.084 | —    | —    |

## 俗稱
「左樞」一名與「右樞」少衛增八相對，意思是「左軸」。而R·H·艾倫亦將這個名稱西方化，變成。
在中國，少衛增八屬於紫微左垣，意思是「紫禁城左側的城牆」。屬於這個星官的恆星有天龍座ι、天龍座θ、天龍座η、天龍座ζ、天龍座ν、天龍座73、仙王座γ和仙后座23。因此，左樞也被稱為紫微左垣一。